# Cristina Feo i Gómez
Cristina Feo Gómez (Barcelona, 24 d'abril de 1979) és una karateka catalana, ja retirada.
Cinturó negre segon dan, va debutar en l'alta competició el 1998, proclamant-se l'ány següent campiona d'Europa i del món júnior de combat en la categoria de més de 60 kg. En la categoria absoluta, guanyà la Copa del Món de 2001, el Campionat del Món de 2002 i quatre Campionats d'Europa per equips (2005, 2007, 2008, 2009). A més, va aconseguir sis medalles de bronze individuals (2001, 2002, 2004, 2005, 2006, 2008) i cinc per equips (2001, 2002, 2003, 2005, 2006) en els Campionats d'Europa de combat, en la categoria de menys de 60 kg. D'altra banda, ha sigut campiona d'Espanya en diferents categories, tant individual com per equips.
Entre d'altres reconeixements, ha rebut el premi Esportista català de l'any 1999 i la medalla al mèrit esportiu del Consejo Superior de Deportes el 2011.